# کای لئو یوهانسن
کای لئو یوهانسن (دانمارکی: Kaj Leo Johannesen؛ زادهٔ ۲۸ اوت ۱۹۶۴) بازیکن سابق فوتبال و سیاست‌مدار اهل جزایر فارو است. وی از سال ۲۰۰۸ تا ۲۰۱۵ نخست‌وزیر جزایر فارو بود.
از باشگاه‌هایی که در آن بازی کرده‌است می‌توان به باشگاه فوتبال هاونر بولتفلاگ اشاره کرد.